# Église Saint-Vincent de Gourdan
L'église Saint-Vincent de Gourdan est une église catholique située à Gourdan-Polignan, dans le département français de la Haute-Garonne en France.

## Présentation
L'église date du XIXe siècle.
Les peintures ont été réalisés par les frères Paul-Noël et Raphaël Lasseran dans les années 1920.
Les peintures du chœur ont été restaurées en 2019 par l'atelier d'Autan de Marquefave.
Le saint patron de l'église est saint Vincent, patron des vignerons.

## Description

### Intérieur

#### Lanef
À l'arrière de l'église est exposé le tympan du portail de l'ancienne église (ou chapelle) de Gourdan.
Le tympan sculpté dans la pierre représente la crucifixion de Jésus, au pied de la croix se trouve, à droite : saint Jean l'évangéliste, à gauche : la Vierge Marie.

Sont inscrits à l'inventaire des monuments historiques :
- Une statue de saint Vincent datée du XIXe siècle[4].
- Un buste-reliquaire de saint Roch daté du XIXe siècle[5].
- Une croix de procession datée du XIXe siècle[6].

##### La crèche des pompiers
Crèche pour les pompiers locaux et en hommage aux pompiers de Paris.

##### La chaire
La chaire est en bois sculptée.

#### Lechœur
Les peintures du chœur représentent quelques-unes des principales scènes de la vie de Marie et de Jésus, ainsi que des apparitions. Au-dessous de chacune d'elles a été ajoutée une description en latin.

##### Les maîtres-autels
L'ensemble ancien maître-autel, tabernacle, ciborium
Il était utilisé avant le Concile Vatican II, lorsque le prêtre célébrait la messe dos aux fidèles.
Le maître-autel, le tabernacle et le ciborium sont en marbre blanc avec des ajouts de décoration en marbre rose. L'ensemble est ornés avec des feuilles de vigne et des grappes de raisin dorée.
Sur le bas-relief du maître-autel sont représentés les quatre Évangélistes avec au centre Jésus. De gauche à droite : saint Marc, saint Matthieu, le Bon Pasteur, saint Jean l'évangéliste, saint Luc.
Le nouveau maître-autel
Le nouveau est en bois, il est recouvert d'un voile.
Il a été mis en place après le Concile Vatican II, ainsi le prêtre célèbre la messe face aux fidèles

#### Chapelle de laVierge Marie
L'autel et le tabernacle en marbre blanc sont décorés avec des feuilles de vigne et des grappes de raisin dorées, sur le bas-relief central de l'autel est inscrit le monogramme marial composé des lettres A et M entrelacées, initiales de l’Ave Maria.

#### Chapelle saintJoseph
L'autel et le tabernacle en marbre blanc sont décorés avec des feuilles de vigne et des grappes de raisin dorées, sur le bas-relief central de l'autel sont inscrits les lettres superposées : « S et J » initiales de saint Joseph.

## Galerie

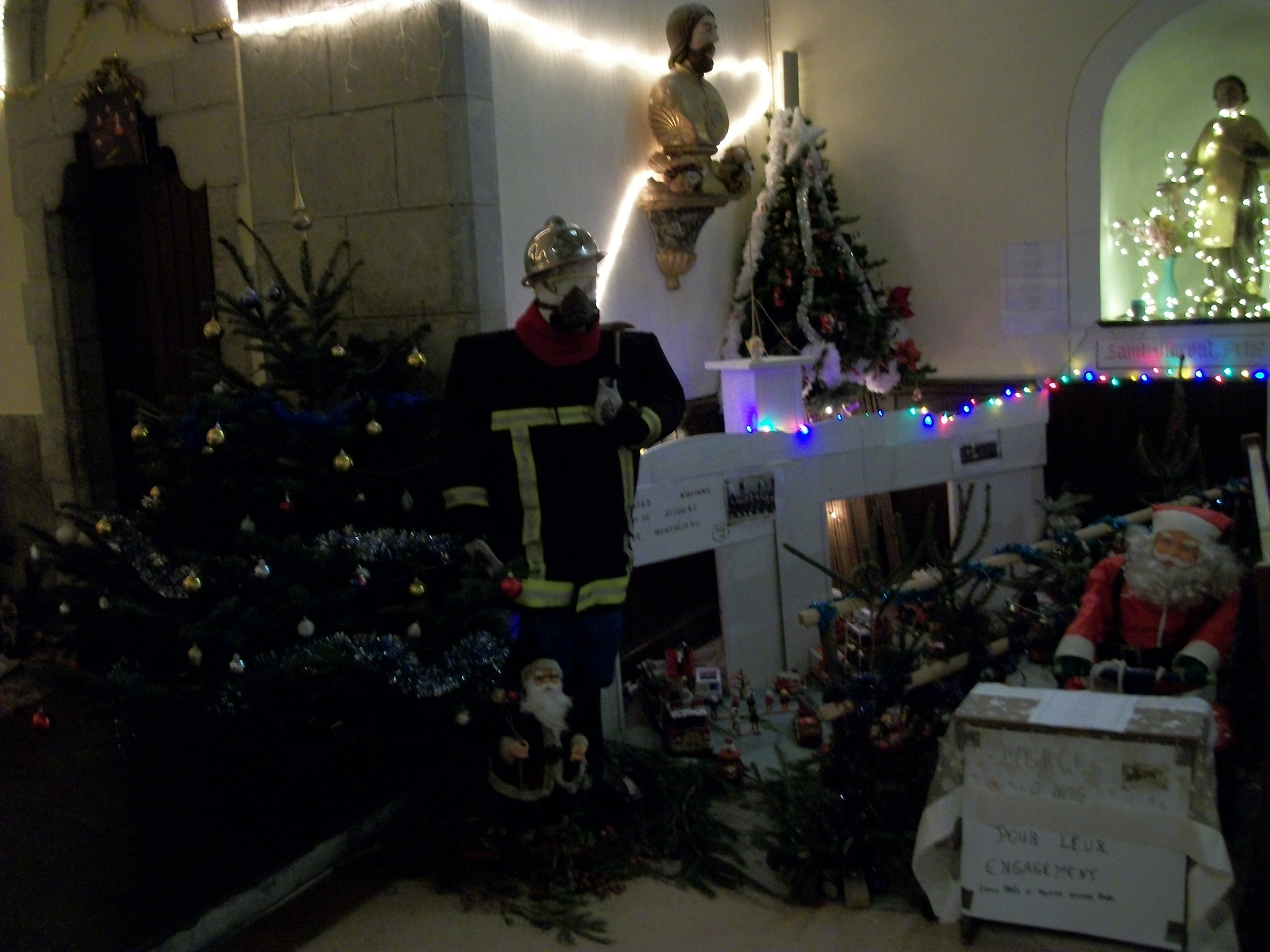
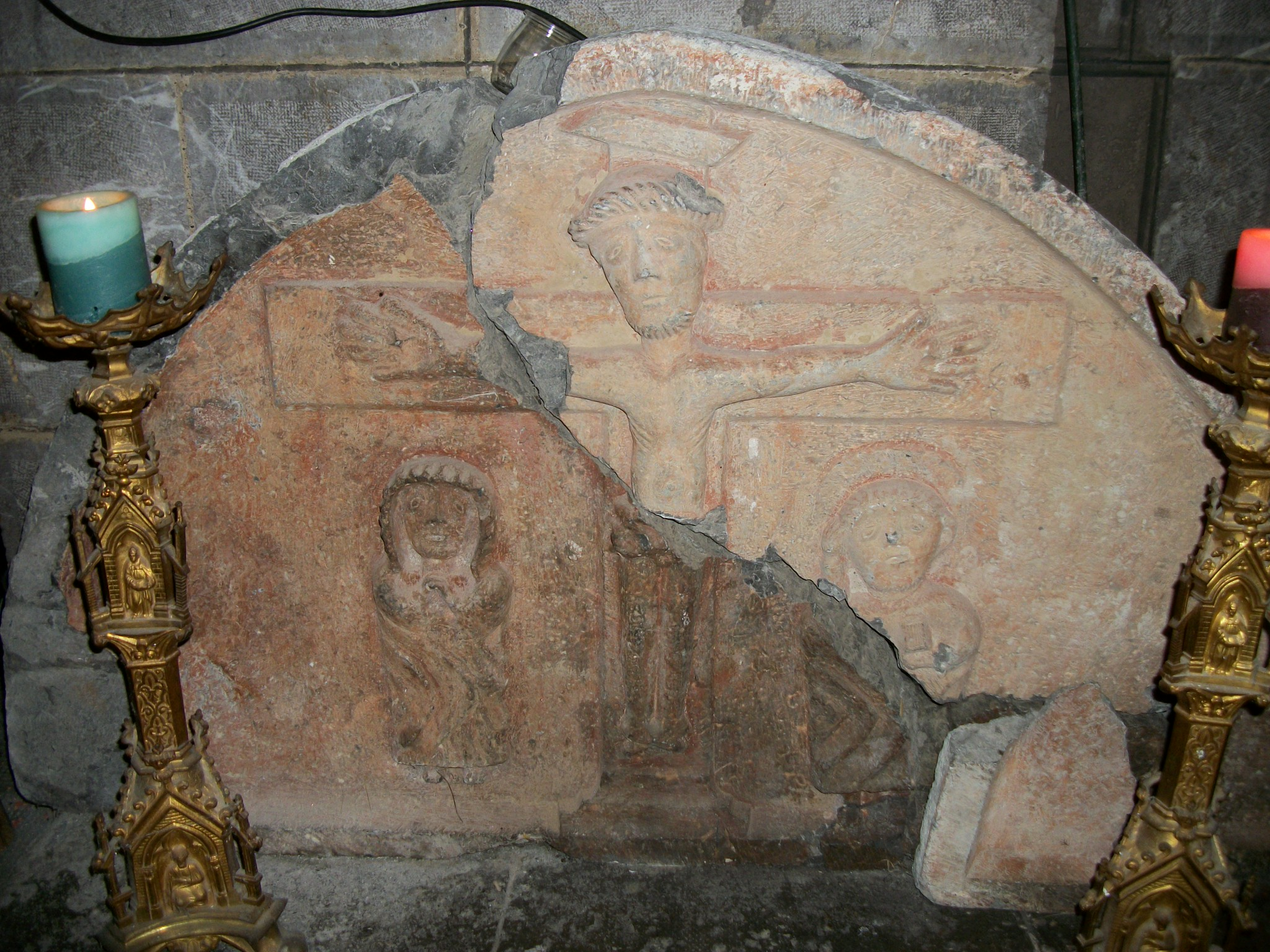
Tympan du portail de l'ancienne église.
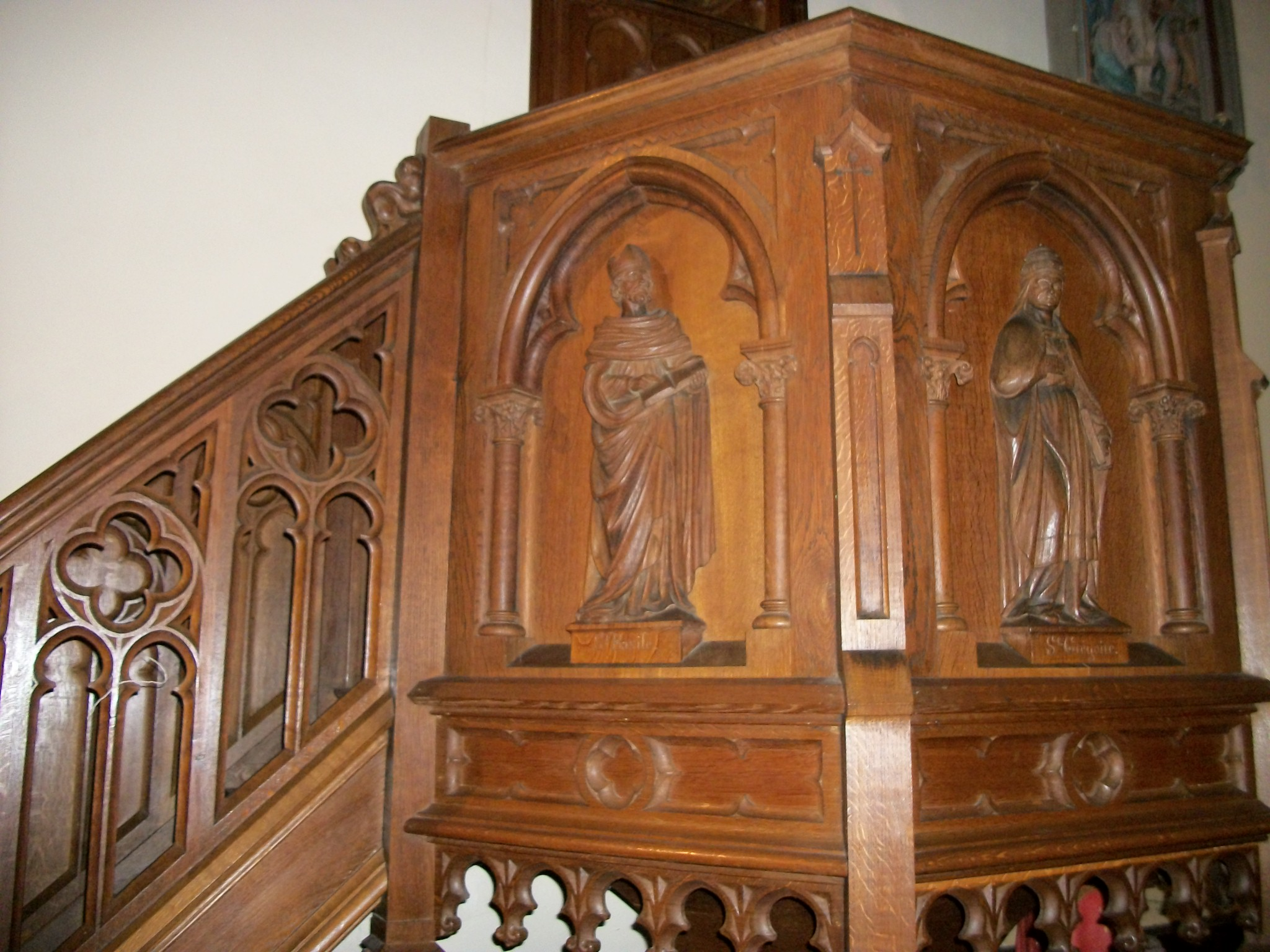
Saint Grégoire et saint Basile.
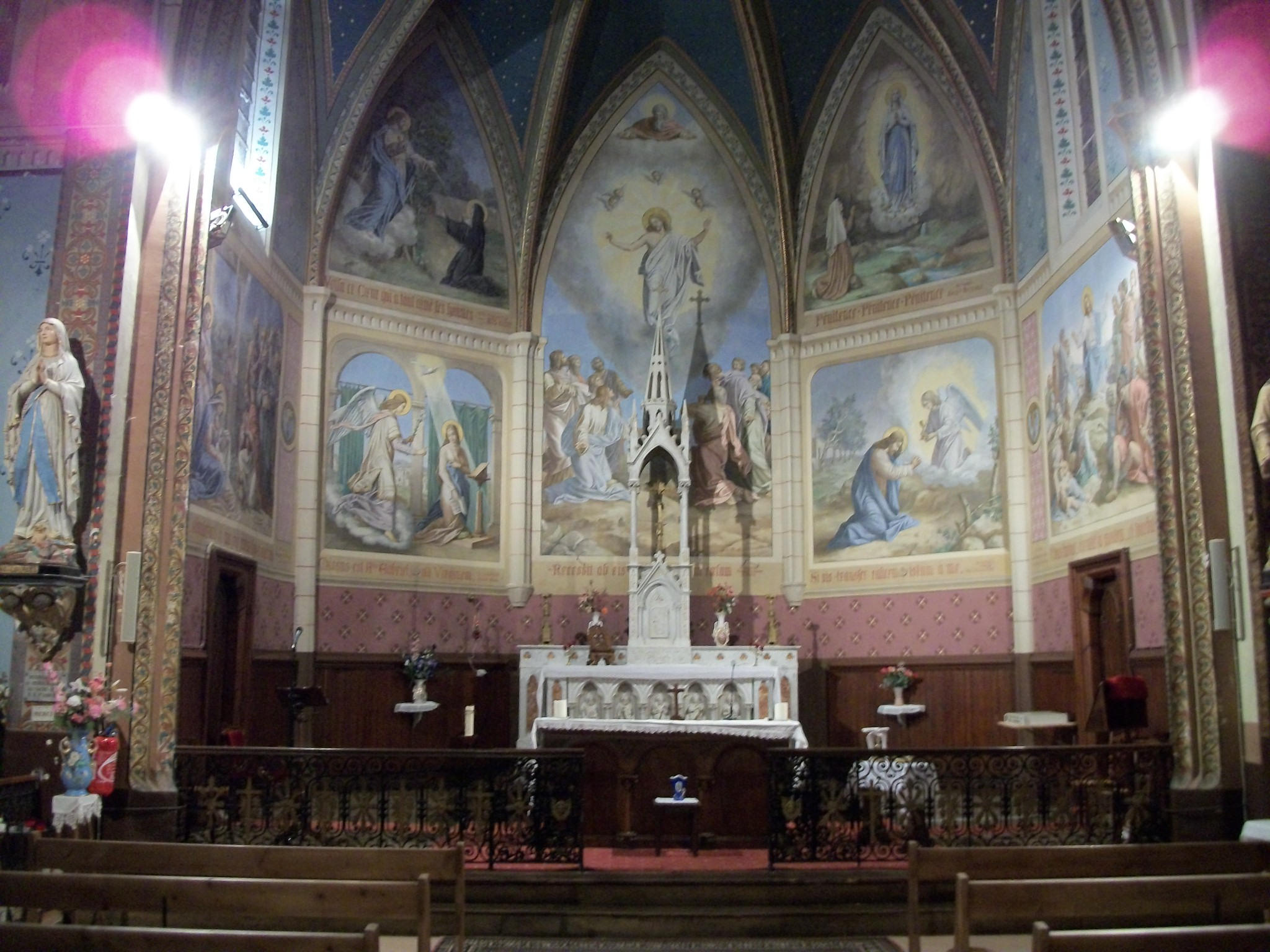
Le chœur.
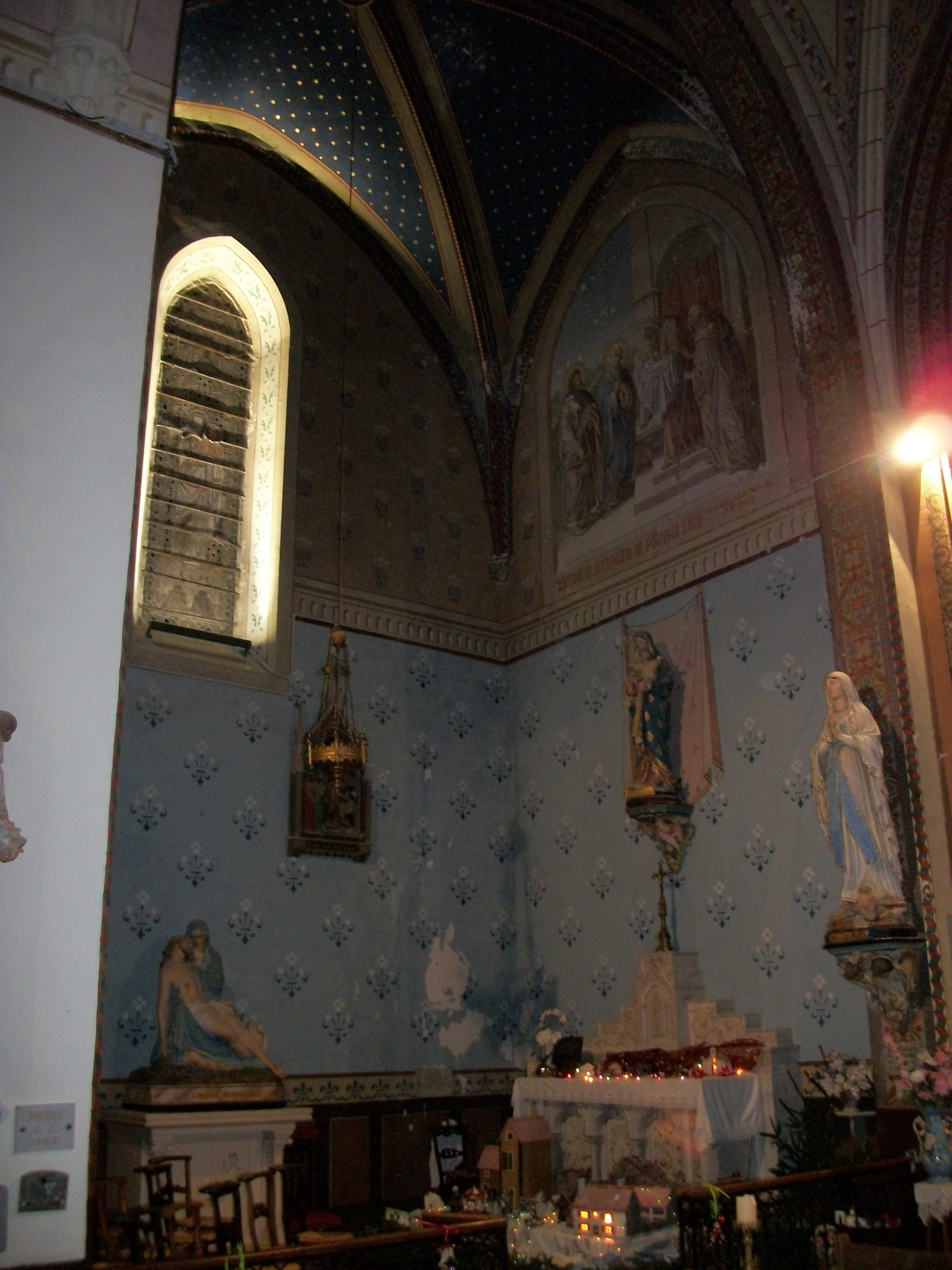
Chapelle de la Vierge Marie.

## Extraits audio d'une messe
Extraits de la messe anticipée du dimanche de l'ensemble paroissial de Montréjeau à l'Église Saint-Vincent de Gourdan le 10 octobre 2020.